# Herrarnas normalbacke i backhoppning vid olympiska vinterspelen 2018
Herrarnas normalbacke i backhoppning vid olympiska vinterspelen 2018 i Pyeongchang hölls mellan den 8 och 10 februari 2018 vid anläggningen Alpensia backhoppningsarena.

## Medaljörer
| Gren         | Guld                    | Silver                     | Brons                  |
| Normal backe | Andreas Wellinger (GER) | Johann André Forfang (NOR) | Robert Johansson (NOR) |

## Resultat

### Kval
Kvalet startade den 8 februari 2018 klockan 21:30 lokal tid. De 50 hopparna med bäst resultat gick vidare till final.
| Placering | Bib | Namn                     | Land                              | Distans (m) | Distanspoäng | Domarpoäng | Totalt | Noteringar |
| --------- | --- | ------------------------ | --------------------------------- | ----------- | ------------ | ---------- | ------ | ---------- |
| 1         | 55  | Andreas Wellinger        | Tyskland                          | 103,0       | 70,0         | 57,0       | 133,5  | Q          |
| 2         | 57  | Kamil Stoch              | Polen                             | 104,0       | 72,0         | 56,0       | 131,7  | Q          |
| 3         | 49  | Dawid Kubacki            | Polen                             | 104,5       | 73,0         | 53,5       | 129,6  | Q          |
| 4         | 56  | Richard Freitag          | Tyskland                          | 102,0       | 68,0         | 56,0       | 129,1  | Q          |
| 5         | 51  | Stefan Kraft             | Österrike                         | 102,5       | 69,0         | 55,5       | 128,6  | Q          |
| 6         | 48  | Markus Eisenbichler      | Tyskland                          | 102,5       | 69,0         | 54,5       | 127,7  | Q          |
| 7         | 44  | Karl Geiger              | Tyskland                          | 102,0       | 68,0         | 54,5       | 125,5  | Q          |
| 8         | 54  | Daniel-André Tande       | Norge                             | 100,0       | 64,0         | 54,0       | 123,0  | Q          |
| 9         | 46  | Stefan Hula              | Polen                             | 100,5       | 65,0         | 54,0       | 122,7  | Q          |
| 10        | 42  | Simon Ammann             | Schweiz                           | 102,0       | 68,0         | 52,5       | 122,3  | Q          |
| 11        | 41  | Maciej Kot               | Polen                             | 99,0        | 62,0         | 54,0       | 122,0  | Q          |
| 12        | 22  | Jevgenij Klimov          | Olympiska idrottare från Ryssland | 102,0       | 68,0         | 52,5       | 121,4  | Q          |
| 13        | 53  | Johann André Forfang     | Norge                             | 100,0       | 64,0         | 54,0       | 121,1  | Q          |
| 14        | 43  | Peter Prevc              | Slovenien                         | 99,0        | 62,0         | 54,5       | 120,2  | Q          |
| 15        | 47  | Andreas Stjernen         | Norge                             | 100,0       | 64,0         | 53,0       | 119,3  | Q          |
| 16        | 45  | Jernej Damjan            | Slovenien                         | 99,5        | 63,0         | 54,0       | 118,9  | Q          |
| 17        | 21  | Vladimir Zografski       | Bulgarien                         | 98,5        | 61,0         | 54,0       | 118,8  | Q          |
| 18        | 50  | Junshirō Kobayashi       | Japan                             | 101,0       | 66,0         | 50,0       | 118,4  | Q          |
| 19        | 52  | Robert Johansson         | Norge                             | 98,0        | 60,0         | 53,0       | 118,3  | Q          |
| 20        | 37  | Noriaki Kasai            | Japan                             | 98,0        | 60,0         | 54,0       | 117,7  | Q          |
| 21        | 35  | Ryōyū Kobayashi          | Japan                             | 98,0        | 60,0         | 52,5       | 115,3  | Q          |
| 22        | 40  | Tilen Bartol             | Slovenien                         | 97,0        | 58,0         | 52,5       | 115,1  | Q          |
| 23        | 26  | MacKenzie Boyd-Clowes    | Kanada                            | 98,0        | 60,0         | 53,0       | 114,6  | Q          |
| 24        | 28  | Roman Koudelka           | Tjeckien                          | 97,5        | 59,0         | 52,5       | 114,5  | Q          |
| 25        | 30  | Kevin Bickner            | USA                               | 98,0        | 60,0         | 51,5       | 114,0  | Q          |
| 26        | 39  | Michael Hayböck          | Österrike                         | 97,0        | 58,0         | 52,5       | 112,4  | Q          |
| 27        | 38  | Manuel Fettner           | Österrike                         | 95,0        | 54,0         | 52,5       | 109,4  | Q          |
| 28        | 31  | Denis Kornilov           | Olympiska idrottare från Ryssland | 94,5        | 53,0         | 51,0       | 107,2  | Q          |
| 29        | 36  | Timi Zajc                | Slovenien                         | 94,0        | 52,0         | 51,5       | 107,1  | Q          |
| 30        | 18  | Jonathan Learoyd         | Frankrike                         | 94,5        | 53,0         | 51,5       | 106,7  | Q          |
| 31        | 25  | Daiki Ito                | Japan                             | 93,5        | 51,0         | 50,5       | 106,0  | Q          |
| 32        | 33  | Gregor Schlierenzauer    | Österrike                         | 91,5        | 47,0         | 51,0       | 104,0  | Q          |
| 33        | 24  | Alex Insam               | Italien                           | 94,0        | 52,0         | 51,0       | 101,9  | Q          |
| 34        | 6   | Aleksej Romasjov         | Olympiska idrottare från Ryssland | 90,0        | 44,0         | 50,0       | 98,5   | Q          |
| 35        | 14  | Andreas Alamommo         | Finland                           | 90,0        | 44,0         | 51,0       | 98,3   | Q          |
| 36        | 17  | Sebastian Colloredo      | Italien                           | 91,0        | 46,0         | 51,0       | 97,9   | Q          |
| 37        | 12  | Davide Bresadola         | Italien                           | 88,0        | 40,0         | 49,5       | 95,8   | Q          |
| 37        | 10  | Janne Ahonen             | Finland                           | 89,0        | 42,0         | 49,5       | 95,8   | Q          |
| 39        | 1   | Choi Seou                | Sydkorea                          | 89,0        | 42,0         | 49,5       | 94,7   | Q          |
| 40        | 9   | Michael Glasder          | USA                               | 91,5        | 47,0         | 51,0       | 94,6   | Q          |
| 41        | 8   | Michail Nazarov          | Olympiska idrottare från Ryssland | 88,5        | 41,0         | 47,5       | 93,7   | Q          |
| 42        | 29  | Antti Aalto              | Finland                           | 87,5        | 39,0         | 47,0       | 93,6   | Q          |
| 43        | 34  | Gregor Deschwanden       | Schweiz                           | 89,5        | 43,0         | 49,0       | 92,3   | Q          |
| 44        | 20  | Vincent Descombes Sevoie | Frankrike                         | 86,5        | 37,0         | 49,5       | 92,1   | Q          |
| 45        | 27  | William Rhoads           | USA                               | 88,5        | 41,0         | 49,5       | 91,9   | Q          |
| 46        | 16  | Casey Larson             | USA                               | 88,0        | 40,0         | 48,5       | 90,9   | Q          |
| 47        | 3   | Viktor Polášek           | Tjeckien                          | 88,0        | 40,0         | 47,5       | 90,1   | Q          |
| 48        | 5   | Martti Nõmme             | Estland                           | 87,0        | 38,0         | 48,0       | 88,2   | Q          |
| 49        | 2   | Federico Cecon           | Italien                           | 86,0        | 36,0         | 47,5       | 87,9   | Q          |
| 50        | 23  | Eetu Nousiainen          | Finland                           | 87,0        | 38,0         | 49,5       | 85,5   | Q          |
| 51        | 13  | Sergej Tkatjenko         | Kazakstan                         | 84,0        | 32,0         | 48,0       | 83,7   |            |
| 52        | 15  | Kim Hyun-ki              | Sydkorea                          | 84,0        | 32,0         | 46,0       | 83,1   |            |
| 53        | 19  | Vojtěch Štursa           | Tjeckien                          | 83,5        | 31,0         | 47,5       | 81,5   |            |
| 54        | 32  | Čestmír Kožíšek          | Tjeckien                          | 81,0        | 26,0         | 47,0       | 80,6   |            |
| 55        | 11  | Artti Aigro              | Estland                           | 81,5        | 27,0         | 47,5       | 80,0   |            |
| 56        | 7   | Kevin Maltsev            | Estland                           | 79,0        | 22,0         | 43,5       | 74,2   |            |
| 57        | 4   | Fatih Arda İpcioğlu      | Turkiet                           | 79,0        | 22,0         | 45,5       | 68,2   |            |

### Final
Finalen ägde rum den 10 februari 2018 klockan 21:35 lokal tid.
|     |    |                          |                                   | Första omgången | Första omgången | Första omgången | Slutlig omgång   | Slutlig omgång   | Slutlig omgång   | Totalt           |
| Pl. | Nr | Namn                     | Nation                            | Distans (m)     | Poäng           | Pl.             | Distans (m)      | Poäng            | Pl.              | Poäng            |
| --- | -- | ------------------------ | --------------------------------- | --------------- | --------------- | --------------- | ---------------- | ---------------- | ---------------- | ---------------- |
| 1   | 48 | Andreas Wellinger        | Tyskland                          | 104,5           | 124,9           | 5               | 113,5            | 134,4            | 1                | 259,1            |
| 2   | 46 | Johann André Forfang     | Norge                             | 106,0           | 125,9           | 2               | 109,5            | 125,0            | 4                | 250,9            |
| 3   | 45 | Robert Johansson         | Norge                             | 100,5           | 119,9           | 10              | 113,5            | 129,8            | 2                | 249,7            |
| 4   | 50 | Kamil Stoch              | Polen                             | 106,5           | 125,9           | 2               | 105,5            | 123,4            | 6                | 249,3            |
| 5   | 39 | Stefan Hula Jr.          | Polen                             | 111,0           | 131,8           | 1               | 105,5            | 117,0            | 11               | 248,8            |
| 6   | 47 | Daniel-André Tande       | Norge                             | 103,5           | 118,7           | 13              | 111,5            | 123,6            | 5                | 242,3            |
| 7   | 28 | Ryōyū Kobayashi          | Japan                             | 108,0           | 120,2           | 9               | 108,0            | 120,6            | 7                | 240,8            |
| 8   | 41 | Markus Eisenbichler      | Tyskland                          | 106,0           | 121,6           | 7               | 106,5            | 118,6            | 9                | 240,2            |
| 9   | 49 | Richard Freitag          | Tyskland                          | 106,0           | 125,5           | 4               | 102,5            | 114,5            | 13               | 240,0            |
| 10  | 37 | Karl Geiger              | Tyskland                          | 103,5           | 120,3           | 8               | 105,0            | 116,4            | 12               | 236,7            |
| 11  | 35 | Simon Ammann             | Schweiz                           | 105,0           | 119,4           | 11              | 104,5            | 117,2            | 10               | 236,6            |
| 12  | 36 | Peter Prevc              | Slovenien                         | 98,5            | 106,2           | 24              | 113,0            | 128,1            | 3                | 234,3            |
| 13  | 44 | Stefan Kraft             | Österrike                         | 103,5           | 122,8           | 6               | 103,0            | 110,8            | 16               | 233,6            |
| 14  | 15 | Vladimir Zografski       | Bulgarien                         | 101,5           | 106,8           | 23              | 108,5            | 119,7            | 8                | 226,5            |
| 15  | 40 | Andreas Stjernen         | Norge                             | 104,0           | 114,5           | 15              | 103,5            | 111,3            | 15               | 225,8            |
| 16  | 33 | Tilen Bartol             | Slovenien                         | 106,0           | 119,0           | 12              | 102,0            | 101,8            | 23               | 220,8            |
| 17  | 32 | Michael Hayböck          | Österrike                         | 99,5            | 109,2           | 21              | 103,0            | 110,5            | 17               | 219,7            |
| 18  | 24 | Kevin Bickner            | USA                               | 109,0           | 117,2           | 14              | 98,5             | 100,2            | 24               | 217,4            |
| 19  | 34 | Maciej Kot               | Polen                             | 99,0            | 109,6           | 20              | 102,0            | 107,4            | 18               | 217,0            |
| 20  | 19 | Daiki Itō                | Japan                             | 103,0           | 110,3           | 19              | 102,0            | 104,4            | 20               | 214,7            |
| 21  | 30 | Noriaki Kasai            | Japan                             | 104,5           | 113,9           | 16              | 99,0             | 99,4             | 26               | 213,3            |
| 22  | 26 | Gregor Schlierenzauer    | Österrike                         | 102,5           | 108,6           | 22              | 99,5             | 103,6            | 22               | 212,2            |
| 23  | 31 | Manuel Fettner           | Österrike                         | 96,5            | 99,5            | 29              | 105,5            | 112,2            | 14               | 211,7            |
| 24  | 25 | Denis Kornilov           | Olympiska idrottare från Ryssland | 107,5           | 113,9           | 16              | 96,5             | 95,7             | 28               | 209,6            |
| 25  | 22 | Roman Koudelka           | Tjeckien                          | 98,0            | 103,5           | 26              | 103,0            | 105,7            | 19               | 209,2            |
| 26  | 20 | MacKenzie Boyd-Clowes    | Kanada                            | 103,5           | 111,1           | 18              | 98,5             | 97,0             | 27               | 208,1            |
| 27  | 13 | Jonathan Learoyd         | Frankrike                         | 98,5            | 104,1           | 25              | 100,5            | 103,8            | 21               | 207,9            |
| 28  | 39 | Jernej Damjan            | Slovenien                         | 97,0            | 101,1           | 27              | 95,5             | 100,2            | 24               | 201,3            |
| 29  | 27 | Gregor Deschwanden       | Schweiz                           | 99,5            | 100,1           | 28              | 91,5             | 85,2             | 29               | 185,3            |
| 30  | 16 | Jevgenij Klimov          | Olympiska idrottare från Ryssland | 94,5            | 99,0            | 30              | 81,5             | 69,2             | 30               | 168,2            |
| 31  | 43 | Junshirō Kobayashi       | Japan                             | 93,0            | 98,8            | 31              | Gick inte vidare | Gick inte vidare | Gick inte vidare | Gick inte vidare |
| 32  | 7  | Michael Glasder          | USA                               | 98,5            | 98,7            | 32              | Gick inte vidare | Gick inte vidare | Gick inte vidare | Gick inte vidare |
| 33  | 29 | Timi Zajc                | Slovenien                         | 97,0            | 98,6            | 33              | Gick inte vidare | Gick inte vidare | Gick inte vidare | Gick inte vidare |
| 34  | 6  | Mikhail Nazarov          | Olympiska idrottare från Ryssland | 94,5            | 92,1            | 34              | Gick inte vidare | Gick inte vidare | Gick inte vidare | Gick inte vidare |
| 35  | 42 | Dawid Kubacki            | Polen                             | 88,0            | 92,0            | 35              | Gick inte vidare | Gick inte vidare | Gick inte vidare | Gick inte vidare |
| 35  | 9  | Davide Bresadola         | Italien                           | 95,0            | 92,0            | 35              | Gick inte vidare | Gick inte vidare | Gick inte vidare | Gick inte vidare |
| 37  | 5  | Aleksej Romasjov         | Olympiska idrottare från Ryssland | 94,0            | 91,7            | 37              | Gick inte vidare | Gick inte vidare | Gick inte vidare | Gick inte vidare |
| 38  | 10 | Andreas Alamommo         | Finland                           | 94,0            | 91,3            | 38              | Gick inte vidare | Gick inte vidare | Gick inte vidare | Gick inte vidare |
| 39  | 11 | Casey Larson             | USA                               | 97,0            | 89,4            | 39              | Gick inte vidare | Gick inte vidare | Gick inte vidare | Gick inte vidare |
| 40  | 8  | Janne Ahonen             | Finland                           | 90,5            | 85,1            | 40              | Gick inte vidare | Gick inte vidare | Gick inte vidare | Gick inte vidare |
| 41  | 1  | Choi Seou                | Sydkorea                          | 93,5            | 83,9            | 41              | Gick inte vidare | Gick inte vidare | Gick inte vidare | Gick inte vidare |
| 42  | 12 | Sebastian Colloredo      | Italien                           | 91,0            | 83,8            | 42              | Gick inte vidare | Gick inte vidare | Gick inte vidare | Gick inte vidare |
| 43  | 14 | Vincent Descombes Sevoie | Frankrike                         | 90,0            | 82,4            | 43              | Gick inte vidare | Gick inte vidare | Gick inte vidare | Gick inte vidare |
| 44  | 3  | Viktor Polášek           | Tjeckien                          | 92,0            | 81,9            | 44              | Gick inte vidare | Gick inte vidare | Gick inte vidare | Gick inte vidare |
| 45  | 18 | Alex Insam               | Italien                           | 84,0            | 76,9            | 45              | Gick inte vidare | Gick inte vidare | Gick inte vidare | Gick inte vidare |
| 46  | 21 | William Rhoads           | USA                               | 87,0            | 75,5            | 46              | Gick inte vidare | Gick inte vidare | Gick inte vidare | Gick inte vidare |
| 47  | 4  | Martti Nõmme             | Estland                           | 84,0            | 73,8            | 47              | Gick inte vidare | Gick inte vidare | Gick inte vidare | Gick inte vidare |
| 48  | 2  | Federico Cecon           | Italien                           | 85,5            | 72,3            | 48              | Gick inte vidare | Gick inte vidare | Gick inte vidare | Gick inte vidare |
| 49  | 17 | Eetu Nousiainen          | Finland                           | 83,0            | 68,0            | 49              | Gick inte vidare | Gick inte vidare | Gick inte vidare | Gick inte vidare |
| 50  | 23 | Antti Aalto              | Finland                           | 80,0            | 60,8            | 50              | Gick inte vidare | Gick inte vidare | Gick inte vidare | Gick inte vidare |